# 趙經華
趙經華（1947年4月1日—2021年7月23日），外號「趙霸子」，台灣黑幫四海幫第四任幫主，也是經由四海幫中常會選舉票選上任的首位幫主廣為人知。1996年台灣進行治平專案全國掃黑時潛逃出境至美國等地，在任內配合政府的幫派解散政策對外宣佈解散四海幫而震驚社會。
四海幫於2010年成立內政部備案核准的社團法人「中華四海同心協會」，自此四海幫皆以此合法社團法人名義舉辦公開活動。該協會並由趙經華擔任理事長，在近年來也多次以元老代表出席四海幫重要公開場合，也被外界認為是象徵性的榮譽幫主。

## 生平
趙經華原混跡「十五兄弟幫」，1970年代前後加入四海幫，與四海幫精神領袖「大寶」陳永和、「老賈」賈潤年等人交情甚篤，也被認為是陳永和派系人馬。1990年代四海幫成立「中央常務委員會」制度，並由數十名中常委以投票方式票選出幫主，趙經華受中常會推舉當選主任委員，從幕後老大「大寶」陳永和與檯面上的幫主「蔡霸子」蔡冠倫等人手中接下新幫主權位，因而被外界稱呼為「趙霸子」。
1996年1月，被視為精神領袖的「大寶」陳永和遭狙殺身亡，趙經華所主持的四海幫於同年2月為陳永和舉辦世紀喪禮，現場參與人數高達兩萬人，而被公認為開創了台灣幫派「世紀喪禮」的先河。同年連戰內閣實施「治平專案」全國大掃黑，被指為四海幫幫主的趙經華，因涉及暴力圍標中華電信高達60億元的各項工程， 並且涉及多起暴力恐嚇事件而遭警方列為治平對象。隨即潛逃出境至中國、美國等地。
1997年2月，時任四海幫副幫主的董克誠，以代表趙經華的名義率領四海幫眾前往台北市刑警大隊，配合政府的幫派解散政策宣佈解散四海幫，同時趙經華也在美國宣佈辭去四海幫幫主而震驚社會。但台灣警方認為趙經華即使宣佈解散退位，實際上依舊暗中於海外指揮四海幫進行犯罪活動，因而被列為十大通緝要犯懸賞1,000萬新台幣持續追緝。
2010年3月19日，四海幫第六任幫主「弟哥」張建英以「中華四海同心聯歡晚會」為名的四海幫春酒晚宴，席開超過九十桌。並成立由內政部核准的社團法人組織「中華四海同心協會」的社會服務及慈善團體。該協會由趙經華擔任理事長，四海幫創幫元老「奮哥」陳自奮、「阿咪」蔡冠民、「老五」孫仁杰，以及竹聯幫「周霸子」周榕、北聯幫「平哥」王際平等名人，都於該協會掛名擔任監理事等相關職務。
2021年7月23日，趙經華因癌末引發心臟衰竭病逝，享壽75歲。由於趙生前曾替陳永和舉辦過萬人告別式以使四海幫的聲勢拉至頂峰，故而原本四海幫也想替趙舉辦盛大喪禮，但無奈受COVID-19疫情影響，加上轄區中山分局強力約束，現任幫主張存偉決定不對外發「武林帖」，只發簡訊給各大幫會致意，並要求只許自家堂口派人參加追思會，總量管制在500人左右。8月23日，趙經華的遺體先行移靈前往台北市第二殯儀館火化，事後再返回靈堂，並於28日於台北市第一殯儀館舉辦追思會，喪禮雖僅由家屬、親友低調出席舉行，但警方仍出動近百警力於現場蒐證。